# Sýkořice
Sýkořice är en ort i Tjeckien.   Den ligger i regionen Mellersta Böhmen, i den centrala delen av landet, 40 km väster om huvudstaden Prag. Sýkořice ligger 353 meter över havet och antalet invånare är 422.
Terrängen runt Sýkořice är kuperad åt sydväst, men åt nordost är den platt. Runt Sýkořice är det ganska tätbefolkat, med 80 invånare per kvadratkilometer. Närmaste större samhälle är Kladno, 17,5 km nordost om Sýkořice. I omgivningarna runt Sýkořice växer i huvudsak blandskog.